# Дураковы (дворянский род)
Дураковы — древний русский дворянский род.
Род внесён в родословную книгу: Владимирской, Тамбовской, Саратовской и Пензенской губерний.

## История рода
Степан Иванович Дураков владел поместьем в Шелонской пятине (1498). Семён и выборный целовальник Ишук новгородские помещики-земцы (1572). Родион Андреевич Дураков опричник Ивана Грозного (1573). Андрей Иванович владел поместьем в Дедиловском уезде (1588). Пять представителей рода владели поместьями в Орловском уезде (1594). В первом десятилетии XVII века Дураковы служили детьми боярскими по Гороховцу и Суздалю. Давыд Тихонович и сын его Фирс служили по Звенигороду (1622), Афанасий Артемьевич окладчик по Гороховцу (1628). Иван Петрович служил по Осколу и взят в плен татарами (1644).
Тридцать представителей рода записаны в Керенской десятне (1692).
Пять представителей рода владели населёнными имениями (1699).

## Известные представители
- Дураков Алексей Петрович